# Église Saint-Michel du Mont-Mesly
L'église Saint-Michel du Mont-Mesly est une église paroissiale située dans le quartier du Mont-Mesly, de la commune de Créteil dans le Val-de-Marne,.

## Historique
Cette église en forme de croix latine a été bâti par l'Œuvre des Chantiers du Cardinal entre 1962 et 1965.
À la même époque, a été construit le grand ensemble riverain Mont-Mesly.

## Description
De grandes baies rectangulaires ornées de vitraux abstraits illuminent l'intérieur de l'édifice.